# Jan Charouz
Jan Charouz (Praga, 17 de julho de 1987), é um automobilista tcheco, vencedor da Le Mans Series em 2009. Em fevereiro de 2009, foi anunciado como piloto de testes da equipe Renault F1 Team, ao lado do belga Jérôme d'Ambrosio e do chinês Ho-Pin Tung.